# Корабельний док
Корабельний док, суднови́й док (через англ. dock від нід. dok) — інженерна споруда для побудови, ремонту і зберігання суден, в якому проводиться більшість необхідних робіт з підводними частинами корпусу. Док може бути плавучим, наливним або сухим. Виготовляється з металу, залізобетону або (на зорі суднобудування) дерева і призначений для побудови, ремонту, транспортування або вантажних операцій із суднами і морськими (річковими) спорудами.
У доки судна входять через спеціальні ворота-шлюзи. Вода в доках повинна знаходитися на постійному рівні, незважаючи на зміни рівня моря при припливах і відпливах. У сухих доках (доках, де спущена вода) проводиться техогляд і ремонт суден. Існують різні типи доків.
Найстаріший з них — мол, що являє собою довгу стінку уздовж берега. Ця стінка захищає берег і корабель і служить платформою для навантаження і розвантаження суден.
Причал — прямокутна платформа, що йде уздовж берега і поєднана переходом з набережною

Пірс — проста платформа на палях, що піднімаються над водою. Пірс зазвичай зводять із залізобетону, хоча іноді використовують дерево або метал. Плавучі доки піднімаються і опускаються разом з рівнем води. Перебратися на берег з такого доку можна по естакаді, один кінець якої рухомо укріплений на березі, а інший вільно лежить на понтоні.